# 香港日産
香港日産（ホンコンにっさん、英:Hong Kong Nissan）は香港にある日産自動車のディビジョンで、現地の代理商はオネストモーター社（Honest Motor LTD）が請け負っている。オネスト社の中でも日産自動車香港事業所を握っている。

## 沿革
- 1964年 - 当時の英国租借時代の香港で日産車を販売する目的でオネスト社が販売を開始。
- 1981年 - ダットサンブランドから「日産」へ変更。以降の新型車も日本向けとあわせて日産ブランドを浸透させていく。
- 1997年 - 香港返還後も現状維持で販売。
- 2010年 - インフィニティ系列販売開始。

## 販売車種
全てが日本（○）及びタイ（●）および英国（■）、スペイン（□）からの輸入である。一部、日本国内向けから変更された車種あり。
マークは2021年11月現在、販売されている車種にのみ付帯。
販売車種（販売終了分も含む）
- サニー
日本名：ラティオ。タイ日産から輸入で、タイでのネーミングはアルメーラである。
- ノート（○）　追浜工場製　
e-POWERは3代目より設定。
- ジューク（■）　英国日産製
- ラフェスタ
プレーリーと交換で販売開始。2012年現在日本ではマツダ・プレマシーのOEM生産に切り替わったため、自社生産の在庫分だけの販売にとどまっている。
- シルフィ
日本名ブルーバードシルフィの初代にあたるG10型は当初サニーとして販売されたが、G11型以降は日本と同じくブルーバードシルフィとなりB17以降も現在に至る。
- ティアナ
初代(J31)はセフィーロのネーミングで販売したが、2代目(J32)以降は日本と同じくティアナとなっている。タイ日産製。
- キャシュカイ（■）　英国日産製
- エクストレイル　日産自動車九州製
- ムラーノ
- エルグランド（○）　日産車体九州製
- 370Z（日本名：フェアレディZ）　栃木工場製
S30〜S130まではDATSUN240〜280ZXだったが、Z31から日産300ZXとなりZ33は350Z、現行Z34は370Zである。
- GT-R　栃木工場製 - 日本円で約3,500万円と非常に高価。
- NV350アーバン（日本名：NV350 キャラバン）
日本でキャラバンの販売開始と同時に海外版URVANとなったが、E26より日本同様「NV350」が付帯される。Cピラー以降サイド暗窓仕様、ディーゼル、商用仕様標準幅のみ。
- リーフ(○)　追浜工場製
- セレナ（○）　日産自動車九州製
- NV200/e-NV200（e-NV200のみ、□）　NV200は日産車体、e-NV200は日産モトール・イベリカ製
　2014年12月より香港的士(TAXI)向けで販売開始した。これまでのセドリック営業車(小公的士)からの後継で今後も投入していく。
- マーチ
- パルサー　日産追浜工場製（一部富士重工群馬工場製あり）
N10型のDATSUN310以来販売され、N12よりパルサーとなった。2000年まで販売された。
- キューブ
Z10型で1999年より販売開始。Z12型以降販売なし。
- エクサ　日産追浜及び富士重工群馬工場製
- サニー　日産座間工場製
B110〜310まではDATSU210〜310Y。B11より日産サニー。B13までと日本ではブルーバードシルフィの海外版として販売した。現在はタイ生産車で投入しているためこれまでのサニーとは別物である。
- ティーダ 日産九州工場
初期モデルのみ。セダンでもティーダと名乗っていた(日本名はティーダラティオ)。
- スタンザ
- オースター
- リベルタビラ
- ブルーバード（U14まで）　　日産追浜工場製
510-910型まではDATSUN160〜200Uであったが、U11型以降は正式にブルーバードとなった。U12はセダンの他にSSSハードトップアテーサも存在。U13はSSSとAR-X。U14はルグラン(Le Gland)相当2000CCのみ販売していた。
- RZ-1
- NX
生産が終了したRZ-1と入れ替わりで日本と同時で販売を開始した。販売していた車の中には日本で在庫となったものも含まれていた。これは後述するプレセアと同様である。
- プリメーラ（P12まで)
これまで販売したスタンザ・オースター・リベルタビラとの入れ替わりで日本でのヒットを受けて、香港、タイ、マレーシア、シンガポールでも販売（すでに欧州でも販売されて英国日産でも生産を開始）した。最終型P12は同地仕様の他、日本ではあまり受けなかったプリメーラV(5MT)もあった。また、日本からの在庫分の販売を最後に2006年をもって終了。
- プレセア　　日産村山工場製 
当初は日本国内車という位置づけで販売したが不振により速度メーターは当初日本仕様のままで販売した。後期は海外仕様と同じく200km/hとなった。
- ローレル　　日産村山工場製
C31まではDATSUN240〜280Lであったが、C32で正式にローレルとなったがC32まで存在した。セダンのみの販売に加え、32型はハードトップ（Vターボメダリスト/RB20DETメダリスト)も存在。エンジンはセダン車だけ日本未販売L24E(他はRB/VGエンジン)である。1988年にセフィーロと交代した。
- スカイライン（R34まで）　　
R30まではDATSUN240K であったが、R31型よりスカイラインへ変更。排気量も日本と同様2000CCへダウンした。R32型は未販売であったがR33型は日本国内市場販売不振に泣かされたため、香港での販売が再開された。これが、タイ、マレーシア、シンガポール、インドネシア、オーストラリア、ニュージーランドへも拡大することとなる。また、日本専用車種であったGT-Rもこの型以降投入された。
- セフィーロ
ローレルとバトンタッチした形でA31から販売を開始。A34とティアナの初代まで存在した。
- セドリック　日産栃木工場（Y30型までY31からHTのみ）とセダン系列は日産車体製
130型から430型まではDATSUN220〜280Cと名乗っていたが、Y30型以降は正式にセドリックと名乗るようになった。乗用タイプはブロアムVIPからSGLおよびクラシックSVまであった。430の一部とY30から34までハードトップも存在した。現在この分はインフィニティM45（フーガ）に変わっている。
- TAXI　　130-Y30まで日産栃木製　Y31以降は日産車体製　
日本名セドリック営業車。130からY31まで存在していた。現地名では日産賓力とも呼ばれていたが終期は京都議定書に基づきLPGへと変更した。2005年以降販売が無く、香港タクシーはトヨタ車で投入している。2013年より現行車で再開したが、NV200の販売開始で終了予定。
- グランツーリスモ　　日産栃木工場製
日本名グロリア。Y31からY34までのグロリアハードトップに適用。現在はインフィニティG35(スカイライン）で販売。
- プレジデント
1990年日本で発表。1991年より香港を皮切りにASEAN諸国で販売開始。グレードはいずれもソブリンであった。
- シーマ(Y32〜33まで)
二代目に当たるY32から販売を開始。前代のY31に比べて日本では販売台数に伸びがみられなかった。
- レパードJフェリー
1992年販売開始。日本での販売が伸び悩んでいたため、香港での販売が開始された（北米ではインフィニティJ30でこちらは好調だった)。
- インフィニティQ45
1989年に日本とアメリカで同時発表された超高級車。本来は、日本国内市場のはずの日産インフィニティQ45であったがライバルのトヨタ・セルシオ(のちのレクサスLS)に水をあけられ香港向けにあてられた。
- プレーリー
初期モデルと日本名リバティに適用。
- プレサージュ
U30〜31に適用。どちらも直4エンジン(2400.2500)車のみでV6(3000.3500)車の販売はない。
- 200SX
日本名シルビア及び180SX。S12からの適用で、特にS14は日本国内の販売台数不振で香港での販売が開始された。
- アーバン（日本名キャラバン。現在はNV350へ変更）
- バネット（C22まで）
- ラルゴ
- ダットサン・トラック